# سایرت

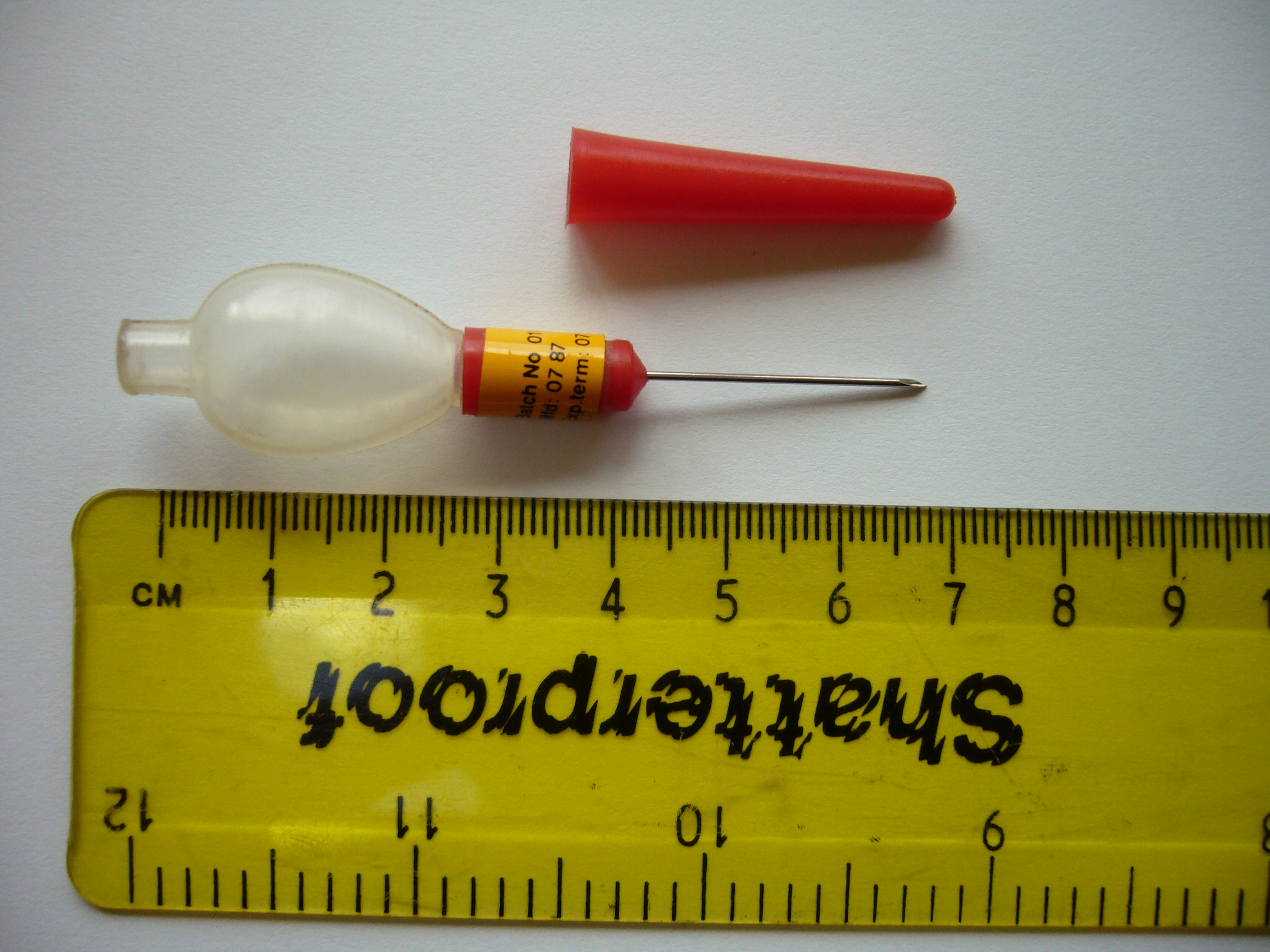

سیرت (syrette) وسیله ای برای تزریق مایع از طریق سوزن بوده‌است.
این وسیله شبیه یک سرنگ است با این تفاوت که دارای یک لوله انعطاف‌پذیر بسته (مانند لوله ای است که معمولاً برای خمیر دندان استفاده می‌شود) به جای لوله و پیستون سفت و سخت است. این دستگاه بعدها منسوخ شد. پرستاران در میدان‌ها جنگ از این وسیله برای تزریق مورفین به مجروحان جنگی استفاده می‌کردند. بعدها با پیدایش سرنگ یک‌بار مصرف کم‌کم سایرت نیز به فراموشی سپرده شد.